# Осем осем
Осем осем е дамска попфолк група, създадена през 2003 година с членове: Дени, Силви, Веси и Джени. Групата е продуцирана от „Пайнер“ и в края на 2003 г. излиза дебютният им албум, носещ заглавието „Осем осем“. През 2005 г. взимат участие като гост-изпълнители във второто издание на „Планета Прима“ в градовете Стара Загора, Благоевград и Дупница. През 2007 г. групата прекратява договора си, но Веси започва солова кариера. През юли 2010 Веси се омъжва и гости са членовете на групата, но без Дени.

## Дискография
- Осем осем (2003)

## Награди
- 2003 – Вокална формация на годината – Годишни награди на сп. „Нов фолк“